# Mensano
Mensano ist ein Ortsteil (Fraktion, italienisch frazione) der Gemeinde Casole d’Elsa in der Provinz Siena, Region Toskana in Italien.

## Geografie
Der Ort liegt ca. 4 Kilometer südlich des Hauptortes Casole d’Elsa und ca. 23 Kilometer westlich der Provinzhauptstadt Siena auf einer Anhöhe zwischen den Tälern des Cecina (westlich) und des Elsa (östlich). Er liegt bei 499 Metern und hatte 2001 ca. 120 Einwohner. 2017 waren es 185 Einwohner. Nächstgelegene Orte sind Monteguidi (ebenfalls Ortsteil von Casole d’Elsa, ca. 4 km westlich) und die Gemeinde Radicondoli (Hauptort, ca. 5 km südlich).

## Geschichte
Erstmals erwähnt wurde Mensano im Jahr 972 in einem Dokument des Winizzone del fu Ugo. Zunächst war der Ort ein Lehnswesen der Bischöfe von Volterra, dann unterstand er der Regierung von Volterra, gegen den Willen des Bischofs von Volterra, Ildebrando Pannocchieschi (1185–1211). Am 15. Oktober 1227 unterwarf sich die Bevölkerung von Mensano der Regierung in Siena. Für kurze Zeit unterstand der Ort 1260 der Regierung in Florenz, doch bereits 1266 herrschte wieder Siena über Mensano. Aus dieser Zeit stammt die Befestigungsanlage Cassero, von der heute nur noch wenige Überreste vorhanden sind. Die Befestigungsanlage widerstand 1312 einem Angriff von Heinrich VII., wurde aber 1397 von den Truppen des Alberico da Barbiano beschädigt. Im Konflikt zwischen Siena und Florenz ergab sich der Ort am 25. November 1554 den Truppen der Medici und wurde somit Teil des Großherzogtum Toskana. Bis 1592 gehörte der Ort zum Bistum Volterra und wurde dann von Clemens VII. in das neue Bistum von Colle di Val d’Elsa (heute Erzbistum Siena-Colle di Val d’Elsa-Montalcino) eingeteilt.

## Sehenswürdigkeiten

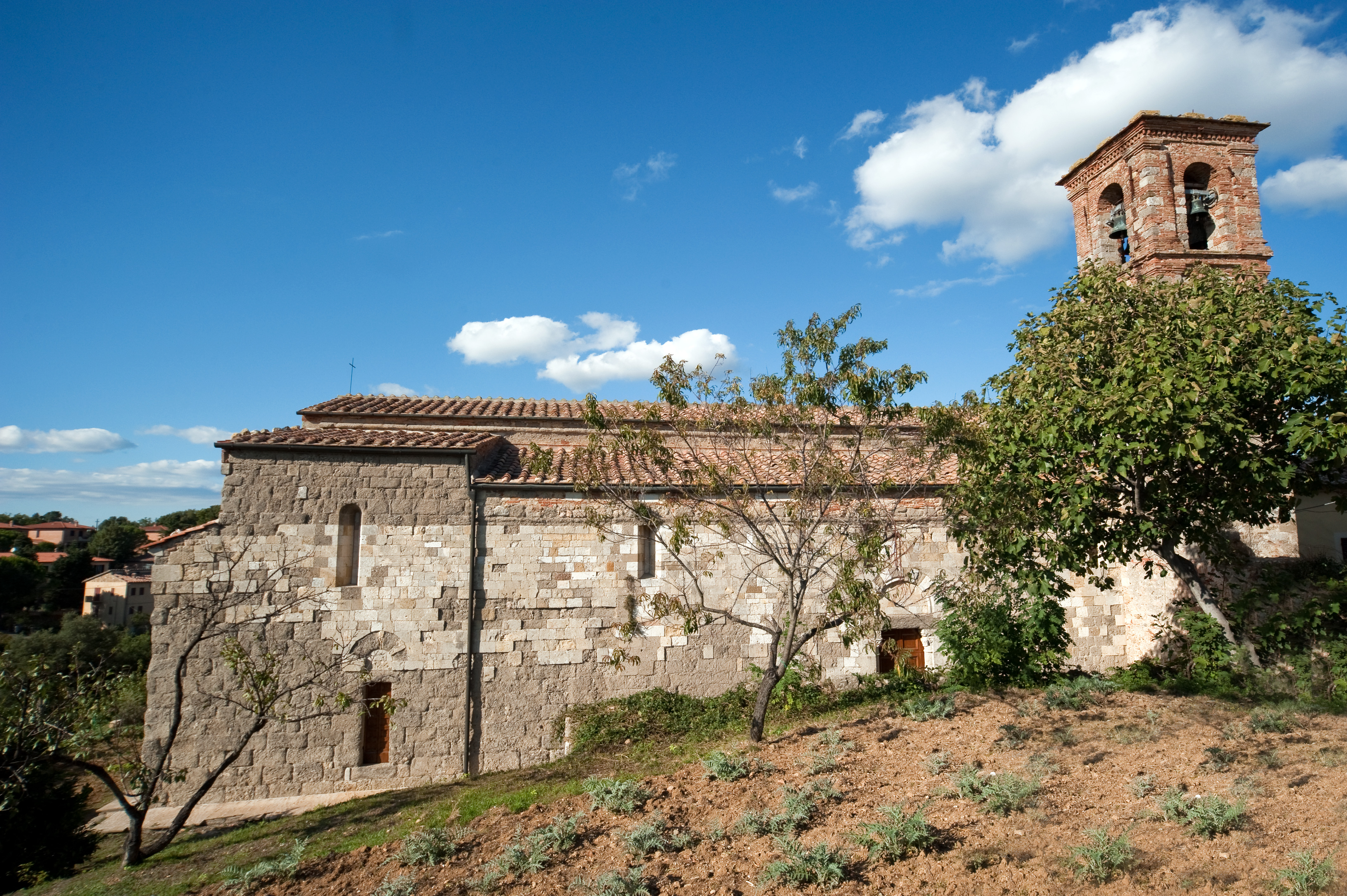
Seitenansicht der Kirche San Giovanni Battista

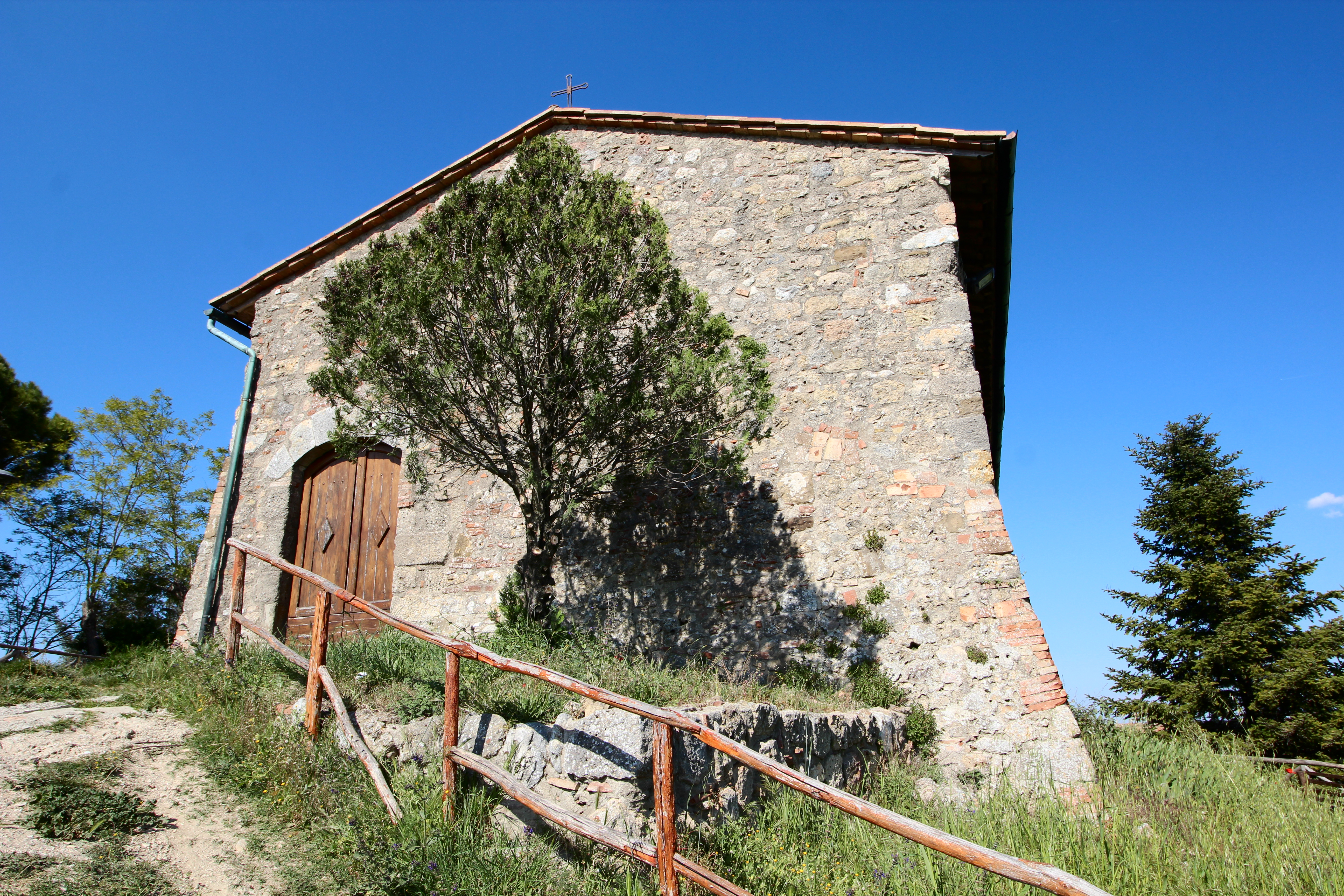
Die Kirche San Biagio

- San Giovanni Battista, Pieve im Ortskern, die im 12. Jahrhundert entstand.[8]
- San Biagio a Mensano, kleine Kirche, die zu der Burg gehörte.[1]

## Söhne und Töchter des Ortes
- Alessandro Casolani (1552–1607), Maler